# Chicago Marathon 1980
De Chicago Marathon 1980 werd gelopen op zondag 28 september 1980. Het was de 4e editie van de Chicago Marathon. De 25-jarige Amerikaan Frank Richardson kwam als eerste over de streep in 2:14.04. Zijn 36-jarige landgenote Sue Petersen won bij de vrouwen in 2:45.03. In totaal liepen 3624 lopers deze wedstrijd uit.

## Uitslagen

### Mannen
| rang   | naam               | land | tijd    |
| ------ | ------------------ | ---- | ------- |
| Goud   | Frank Richardson   | USA  | 2:14.04 |
| Zilver | Chuck Smead        | USA  | 2:16.47 |
| Brons  | Joseph Sheeran     | USA  | 2:19.12 |
| 4      | Duane Spitz        | USA  | 2:19.55 |
| 5      | Gordon Minty       | USA  | 2:21.24 |
| 6      | John Wellerding    | USA  | 2:21.37 |
| 7      | Jim Macnider       | USA  | 2:22.07 |
| 8      | Kurt Shallenberger | USA  | 2:22.52 |
| 9      | Frank Shorter      | USA  | 2:23.38 |
| 10     | Veli Bali          | TUR  | 2:24.07 |

### Vrouwen
| rang   | naam              | land | tijd    |
| ------ | ----------------- | ---- | ------- |
| Goud   | Sue Petersen      | USA  | 2:45.03 |
| Zilver | Susan Henderson   | USA  | 2:49.43 |
| Brons  | Marilyn Bevans    | USA  | 3:00.43 |
| 4      | Bonnie Payne      | USA  | 3:01.00 |
| 5      | Diane Sims Page   | USA  | 3:01.00 |
| 6      | Melissa Uchitelle | USA  | 3:05.39 |
| 7      | Helen Dick        | USA  | 3:08.48 |
| 8      | Ada Letinsky      | CAN  | 3:10.58 |
| 9      | Maryanne Joyce    | USA  | 3:12.45 |
| 10     | Matilee Christman | USA  | 3:14.11 |

1977 ·
1978 ·
1979 ·
1980 ·
1981 ·
1982 ·
1983 ·
1984 ·
1985 ·
1986 ·
1987 ·
1988 ·
1989 ·
1990 ·
1991 ·
1992 ·
1993 ·
1994 ·
1995 ·
1996 ·
1997 ·
1998 ·
1999 ·
2000 ·
2001 ·
2002 ·
2003 ·
2004 ·
2005 ·
2006 ·
2007 ·
2008 ·
2009 ·
2010 ·
2011 ·
2012 ·
2013 · 
2014 · 
2015 · 
2016 · 
2017 · 
2018 · 
2019 · 
2021 · 
2022 · 
2023